# Список глав манґи «Наруто» (I частина)
Манґа «Наруто», створена Масасі Кісімото, щотижня виходить в японському журналі Weekly Shonen Jump. З 1999 року, коли була опублікована перша глава манґи, на 2010 рік вийшло більше п'ятисот п'ятдесяти глав.
Приблизно раз в два місяця видавництво Shueisha об'єднує глави в томи (т. з. «танкобони») і публікує в виді окремих книг. Вихід «ювілейного» 50 тому відбувся 4 березня 2010 року. «Наруто» випускають видавництва багатьох країн світу. Правами на публікацію в США володіє компанія Viz Media.
Дія сюжету твору розгортається в двох часових проміжках: першому, описаному в двадцяти семи томах і другому, що починається з 245 глави і розповідає про життя персонажів через два з половиною роки після закінчення сюжетної лінії першої частини. Останні шість глав 27 томів (з 239 по 244) носять загальний підназву «Хроніки Какаші» (яп. カカシ 外伝, Какаші гайден) і розповідають про дитинство одного з головних героїв манги, Какаші Гатаке.
Показ аніме-адаптації першої частини манґи виробництва компанії Studio Pierrot розпочався на телеканалі TV Tokyo 3 жовтня 2002 року і тривав аж до 8 лютого 2007 року, після чого через тиждень почалася трансляція адаптації другої частині манги.

## Список глав
На сьогоднішній час манґа «Наруто» в Україні не виходить українською мовою. Існують лише Інтернет-переклади манґи українськими добровольцями і її фанами. На пострадянському просторі найбільшої популярності набули переклади манги російськомовними видавництвами «Ексмо» і «Комікс-Арт».

### Том 1-10
| Персонаж на обкладинці: Наруто Удзумакі Глави: - 1. Удзумакі Наруто!! (яп. うずまきナルト!!) - 2. Конохамару!! (яп. 木ノ葉丸!!) - 3. Учіха Саске (яп. うちはサスケ, Учіва Сасуке) - 4. Гатаке Какаші!! (яп. はたけカカシ!!) - 5. Неуважність — найбільший ворог!! (яп. 油断大敵!!, Юдан тайтекі!!) - 6. Тільки не ти, Саске…!! (яп. サスケ君に限って…!!, Сасуке-кун ні кагіте…!!) - 7. Рішення Какаші!! (яп. カカシの結論!!, Какаші но кецурон!!) |

| Персонажі на обкладинці: Наруто Удзумакі, Саске Учіха, Сакура Харуно Глави: - 8. Навіть якщо ви не змогли!! (яп. だから不合格だってんだ!!, Дакара фуго:каку даттен'да!!) - 9. Найгірший запит (яп. 最悪の依頼人, Сайаку но ірайнін) - 10. Другий готовий (яп. 2匹目, Ніхікіме) - 11. Висадка…!! (яп. 上陸…!!, Дзьо:ріку…!!) - 12. Кінець!! (яп. 終わりだ!!, Оварі да!!) - 13. Я - ніндзя!! (яп. 忍者だ!!, Ніндзя да!!) - 14. Секретний план…!! (яп. 秘策…!!, Хісаку…!!) - 15. Повернення шарінгану!! (яп. 蘇る写輪眼!!, Йомігаеру сярінган) - 16. Хто ти такий!? (яп. お前は誰だ!!, Омае ва даре да!!) - 17. Готові до бою!! (яп. 戦いの準備!!, Татакай но дзюмбі!!) |

| Персонажі на обкладинці: Наруто Узумакі, Какаші Хатаке Розділи: - 18. Тренування починається (яп. 修業開始, Шу:гьо: кайші) - 19. Символ відваги (яп. 勇気の象徴, Ю:кі но шо:чьо:) - 20. Країна, в якій був герой…!! (яп. 英雄のいた国…!!, Ейю: но іта куні…!!) - 21. Зустріч в лісі…!! (яп. 森の中の出会い…!!, Морі но нака но деай…!!) - 22. Вороги повертаються!! (яп. 強敵出現!!, Кьо:текі сюцуген!!) - 23. Подвійна засідка…!! (яп. 2つの急襲…!!, Футацу но кю:шу:…!!) - 24. Швидкість!! (яп. スピード!!, Супі:до!!) - 25. В ім'я мрії…!! (яп. 夢の為に…!!, Юме но таме ни…!!) - 26. Крах шарінгану!! (яп. 写輪眼崩し…!!, Шарінган куджуші…!!) - 27. Пробудження…!! (яп. 覚醒…!!, Медзаме…!!) |